# Estación de Castuera
Castuera es una estación ferroviaria situada en el municipio español de Castuera en la provincia de Badajoz, comunidad autónoma de Extremadura. Dispone de servicios de Media Distancia operados por Renfe.

## Situación ferroviaria
La estación se encuentra en el punto kilométrico 356 de la línea de ferrocarril de ancho ibérico Ciudad Real-Badajoz, a 460 metros de altitud. Se sitúa entre las estaciones de Almorchón y Campanario. El tramo es de vía única, sin electrificar.

## Historia
La estación fue inaugurada el 30 de julio de 1866 con la apertura del tramo Almorchón-Castuera de la línea que buscaba unir Ciudad Real con Badajoz. La Compañía de los Caminos de Hierro de Ciudad Real a Badajoz fue la impulsora de la línea y su gestora hasta el 8 de abril de 1880 fecha en la cual fue absorbida por MZA. En 1941, la nacionalización del ferrocarril en España supuso la desaparición de MZA y su integración en la recién creada RENFE. 
Desde el 31 de diciembre de 2004 Renfe Operadora explota la línea mientras que Adif es la titular de las instalaciones ferroviarias.

## La estación
El hecho de estar sin personal y disponer únicamente de Bloqueo Telefónico (BT) imposibilita el cruce de trenes al no tener instalado el Bloqueo de Liberación Automático en vía Única (BLAU).
En 2022, el Gobierno autorizó la supresión del bloqueo telefónico entre la estación de Brazatortas-Veredas y la de Villanueva de la Serena, tramo al que pertenece la estación.

## Servicios ferroviarios

### Media Distancia
Los trenes de Media Distancia operados por Renfe tienen como principales destinos las ciudades de Alcázar de San Juan, Ciudad Real, Puertollano, Mérida y Badajoz.
| Línea MD | Trenes             | Origen/Destino                              |  | Destino/Origen |
| -------- | ------------------ | ------------------------------------------- |  | -------------- |
|          | Regional Exprés    | Puertollano                                 |  | Mérida Badajoz |
|          | Regional Exprés    | Cabeza del Buey                             |  | Mérida Badajoz |
|          | MD Regional Exprés | Alcázar de San Juan Ciudad Real Puertollano |  | Mérida Badajoz |